# Kukeč
Kukeč (madžarsko Újkökényes, prekmursko Kükeč, nekoč Kükečko) je naselje v Občini Gornji Petrovci.
Vas Kukeč obstaja od leta 1692 tako kažejo zapiski. Ima nekaj čez 60 prebivalcev in 54 hiš, veliko je vikendašev. Vas ima tudi kmetije, sadjarstvo, veliko površine je prekrito z gozdovi. Vas spada med najmanjše vasi v občini.
Zadnje čase se velik pomen daje tudi infrastrukturi, ki je na Kukeču slabo razvita.